# Gibson Nighthawk
Gibson Nighthawk byla elektrická kytara vyráběná firmou Gibson Guitar Corporation. Kytara byla zavedena do prodeje v roce 1993 a představovala radikální změnu oproti tradičnímu designu kytar Gibson Guitar Corporation. Zatímco tělo z mahagonu pokryté javorem a krk odkazovaly na klasické kytary Gibson Les Paul, Nighthawk obsahoval množství charakteristik typických spíše pro kytary Fender. Kytara měla velice malý komerční úspěch a její výroba byla ukončena v roce 1998.
V červenci 2009 byl představen nový model této kytary, Gibson Nighthawk 2009..
Všechny originální modely byly k dispozici v provedení se dvěma nebo třemi snímači. Modely se dvěma snímači (CST, ST a SP) měly mini-humbucker u krku a nakloněný humbucker u kobylky. Modely se třemi snímači (CST3, ST3 a SP3) mají stejné snímače a navíc třetí NXS single-coil snímač uprostřed.
Pětipolohový přepínač typický pro všechny kytary Nighthawk nabízí pět různých kombinací snímačů, u nástrojů se třemi snímači má navíc tónový potenciometr funkci tahového (push-pull) přepínače, což dává deset různých kombinací nastavení snímačů.